# Freshfield Nunatak
Freshfield Nunatak är en nunatak i Antarktis. Den ligger i Östantarktis. Storbritannien gör anspråk på området. Toppen på Freshfield Nunatak är 1 450 meter över havet.
Terrängen runt Freshfield Nunatak är platt åt sydväst, men åt nordost är den kuperad. Trakten är obefolkad. Det finns inga samhällen i närheten. 